# Anna Korakakī
Anna Korakakī (in greco Άννα Κορακάκη?; Drama, 8 aprile 1996) è una tiratrice a segno greca, vincitrice di una medaglia d'oro e una di bronzo ai Giochi olimpici di Rio de Janeiro 2016.

## Palmarès

### Giochi olimpici
- 2 medaglie:
  - 1 oro (pistola 25 metri a Rio de Janeiro 2016);
  - 1 bronzo (pistola 10 metri a Rio de Janeiro 2016).

### Mondiali
- 2 medaglie:
  - 1 oro (pistola 10 metri a Changwon 2018);
  - 1 argento (pistola 10 metri a Il Cairo 2022).

### Europei
- 3 medaglie:
  - 1 oro (pistola 10 metri a Tallinn 2023);
  - 1 argento (pistola 10 metri a Osijek 2019);
  - 1 bronzo (pistola 10 metri a Breslavia 2020).

### Giochi europei
- 3 medaglie:
  - 1 oro (pistola 25 metri a Minsk 2019);
  - 2 argenti (pistola 10 metri mista a squadre a Baku 2015; pistola 10 metri a Minsk 2019).

### Giochi del Mediterraneo
- 2 medaglie:
  - 2 ori (pistola 10 metri a Tarragona 2018; pistola 10 metri a Orano 2022).